# 特拉西勒蒙
特拉西勒蒙（法語：Tracy-le-Mont，法語發音：[tʁasi lə mɔ̃]）是法国瓦兹省的一个市镇，属于贡比涅区。

## 地理
特拉西勒蒙（49°28'14"N, 3°0'31"E）面积18.57 平方千米，位于法国上法蘭西大區瓦兹省，该省份为法国北部内陆省份，北起索姆省，西接厄尔省和滨海塞纳省，南至塞纳-马恩省和瓦兹河谷省，东临埃纳省。
与特拉西勒蒙接壤的市镇（或旧市镇、城区）包括：阿蒂希、巴伊、穆兰苏图旺、圣克雷潘欧布瓦、圣莱热欧布瓦、特拉西勒瓦勒。

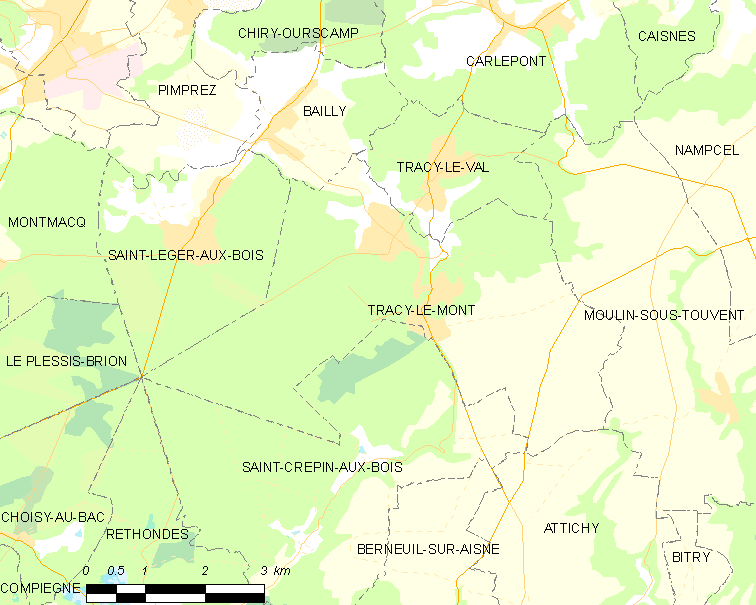
特拉西勒蒙的OSM定位图

特拉西勒蒙的时区为UTC+01:00、UTC+02:00（夏令时）。

## 行政
特拉西勒蒙的邮政编码为60170，INSEE市镇编码为60641。

## 政治
特拉西勒蒙所属的省级选区为贡比涅第一县。

## 人口

1962-2008年间特拉西勒蒙人口变化图示

特拉西勒蒙于2022年1月1日时的人口数量为1701人。